# Howe (Norfolk)
Howe è un villaggio e parrocchia civile dell'Inghilterra, appartenente alla contea del Norfolk.